# Universiteit van Pohang voor Wetenschap en Technologie
De Universiteit van Pohang voor Wetenschap en Technologie (POSTECH, Koreaans: 포항공과대학교) is een private onderzoeksuniversiteit gevestigd in Pohang, Zuid-Korea. De Universiteit werd opgericht in 1986 door het Zuid-Koreaanse staalbedrijf POSCO.
In de QS World University Rankings van 2020 staat POSTECH wereldwijd op een 87ste plaats, waarmee het de 6e Zuid-Koreaanse universiteit op de ranglijst is.